# Бушат
Бушат је насеље у Скадрској области, Албанија. 
Иван Јастребов је писао о историји овог некада значајног мјеста. Из тог села је поникла лоза скадарских паша, старосједилаца, који су у своје вријеме и за Порту били пријетња. Били су феудални кнезови са претензијама на независност од Порте у управљању Албанијом. По предању паше су водиле поријекло од Црнојевића, баш као што и бег у Мату, Џелај, води поријекло од Бушата и управо од зетских кнезова старог рода Црнојевића. Лоза Бушатлија је прекинута. Син скадарског Мустафа-паше херцега-мутесариф Махмуд Хамди умро је у чину румелијског беглербега у Мостару 1868. г. и закопан је близу главне џамије. У доба Јастребова село Бушат се ничим није одликовало. Лежи на путу из Скадра у Љеш. Југоисточно од села на два сата је планина која заклања Дукађин. Покрај ње је пут из Скадра за Дањ. На планини се виде остаци ромејске тврђаве (подигнута да се бране од Словена) коју предање везује и за Скендербега. Стефан Душан је у Космачу имао љетну резиденцију а ту су касније биле и бушатлијске паше. Резиденција је изграђена од облутака из ријеке Дрима.  Један од паша који је носио име по овом мјесту је Махмуд-паша Бушатлија који је спалио манастир својих предака (Цетињски манастир) гдје му се данас и налази глава (лобања), коју је изгубио у рату са Црногорцима и Брђанима (Битка на Крусима). Село је у доба Црнојевића било православно, што се види из уговора Млечана и Црнојевића из 1455. године. 
Из овог села-племена је поријеклом био и Џелал-паша Зогољ.